# Bertil Måbrink
Bertil Uno Måbrink, född Karlsson 17 juni 1936 i Asarums församling i Blekinge län, är en svensk vänsterpartistisk politiker. Han var ledamot av partistyrelsen 1972–1993, vice partiordförande samt ledamot av Sveriges riksdag 1971–1994 för Gävleborgs läns valkrets.
Han utbildades på det sovjetiska kommunistpartiets högskola i Moskva åren 1960–1961. Han tjänstgjorde också som lärare på SKP:s skola i Bad Doberan i Östtyskland, bland annat 1963.
Måbrink deltog som VPK:s representant vid flera internationella delegationer inom kommunistländerna. Han deltog bland annat med en delegation till Nordkorea i december 1985 och beskrev då i ett resereportage hur han slogs av den "höga utvecklingsnivå landet befinner sig i". I ett tal vid Vänskapsföreningen Sverige-Nordkorea beskrev han Nordkoreas enväldige ledare Kim Il Sung som en "framstående revolutionär ledare" som har "gått i spetsen för att återge det koreanska folket dess värdighet". Han deltog också vid kongressen i Prag hösten 1987. Han har bland annat även besökt de kommunistiska broderpartierna på Kuba och i Polen. Han argumenterade i riksdagen 1979 emot att Sverige skulle ta emot båtflyktingar från Vietnam, eftersom de är förmögna och inte riskerar "hot, tortyr och politisk förföljelse" i Vietnam.